# Springerichthys
Springerichthys is een geslacht van de familie van drievinslijmvissen (Tripterygiidae) en kent 2 soorten.

## Taxonomie
Het geslacht kent de volgende soorten:
- Springerichthys bapturus - (Jordan & Snyder, 1902)
- Springerichthys kulbickii - (Fricke & Randall, 1994)

Acanthanectes · Apopterygion · Axoclinus · Bellapiscis · Blennodon · Brachynectes · Ceratobregma · Cremnochorites · Crocodilichthys · Cryptichthys · Enneanectes · Enneapterygius · Forsterygion · Gilloblennius · Helcogramma · Helcogrammoides · Karalepis · Lepidoblennius · Lepidonectes · Matanui · Norfolkia · Notoclinops · Notoclinus · Ruanoho · Springerichthys · Trianectes · Trinorfolkia · Tripterygion · Ucla xenogrammus